# Matty Fryatt
Matthew Charles „Matty“ Fryatt (* 5. März 1986 in Nuneaton) ist ein englischer Fußballspieler.

## Karriere

### FC Walsall
Matty Fryatt debütierte am 24. September 2003 bei einer 1:3-Niederlage bei den Bolton Wanderers im englischen Ligapokal für den FC Walsall. Am 18. Dezember 2003 wechselte der 17-jährige Angreifer auf Leihbasis zum Viertligisten Carlisle United. Bereits in der Football League One 2004/05 avancierte Fryatt zum Stammspieler für Walsall und erzielte fünfzehn Ligatreffer. Nach weiteren elf Treffern in der Hinrunde der Folgesaison verließ der von mehreren Vereinen umworbene Fryatt den FC Walsall.

### Leicester City
Am 9. Januar 2006 gab der Zweitligist Leicester City die Verpflichtung von Matty Fryatt bekannt. In den folgenden zweieinhalb Spielzeiten in der Football League Championship etablierte er sich als Stammspieler, ehe Leicester 2007/08 in die dritte Liga abstieg. Der zuvor wenig treffsichere Fryatt zeichnete sich in der Football League One 2008/09 mit 27 Toren als drittbester Ligatorschütze aus und hatte damit einen wesentlichen Anteil am Gewinn der Drittligameisterschaft. Als Auszeichnung für seine Leistungen wurde er am Saisonende ins PFA Team of the Year gewählt. In der Football League Championship 2009/10 erreichte Fryatt (28 Ligaspiele/11 Tore) mit Leicester über den fünften Tabellenrang die Play-offs, scheiterte jedoch vorzeitig an Cardiff City. Fryatt war verletzungsbedingt in der Endphase der Saison ausgefallen und erst kurz vor Beginn der Play-offs zur Mannschaft zurückgekehrt.

### Hull City
Im Verlauf der Saison 2010/11 wechselte Fryatt am 1. Januar 2011 zu Hull City und erzielte bis zum Saisonende 2010/11 neun Ligatreffer für sein neues Team. 2011/12 erzielte er sechzehn Ligatreffer für Hull und gehörte damit zu den zehn besten Torschützen der zweiten Liga. Zu Beginn der Saison 2012/13 verletzte sich der Angreifer im Ligapokalspiel gegen Rotherham United schwer und verpasste infolgedessen die komplette Spielzeit. Hull stieg am Saisonende als Tabellenzweiter in die erste Liga auf. In der Premier League 2013/14 bestritt Fryatt zehn Ligaspiele und erzielte dabei zwei Treffer. Einen großen Erfolg erzielte der Verein mit dem Einzug ins Finale des FA Cup 2013/14. Vor 89.345 Zuschauern im Londoner Wembley-Stadion geriet Hull mit dem von Trainer Steve Bruce in die Startelf berufenen Fryatt schnell mit 2:0 in Führung, ehe der Finalgegner FC Arsenal in der zweiten Halbzeit ausgleichen konnte. Dank eines Treffers von Aaron Ramsey in der Verlängerung sicherte sich Arsenal den Titel.

### Nottingham Forest
Nach Auslauf seines Vertrages wechselte Matty Fryatt am 10. Juni 2014 ablösefrei zum Zweitligisten Nottingham Forest.

### England U-19
Im Juli 2005 nahm Fryatt mit England an der U-19-Fußball-Europameisterschaft 2005 in Nordirland teil und scheiterte mit seiner Mannschaft erst im Finale mit 1:3 an Frankreich. Fryatt erzielte vier Treffer im Turnierverlauf (davon drei im Halbfinale beim 3:1 über Serbien) und wurde damit bester Torschütze seines Teams.